# 옥정호수초등학교
옥정호수초등학교(玉井湖水初等學校)는 경기도 양주시에 있는 공립 초등학교이다.

## 학교 연혁
- 2024년 9월 1일 : 개교